# Nero (poeta)
Nero, pseudónimo de Roberto Filipe Assis Simões, natural do Algarve, nascido a 22 de setembro de 1987, é um poeta e escritor português.

## Biografia
Estudou Língua e Literatura Portuguesa na Faculdade de Letras da Universidade de Lisboa. Depois de 18 anos de trabalho, publicou a obra Oceano - O Reino das Águas (2021), que garantiu a sua participação no Festival Literário de Ficção Científica e Fantasia Contacto e na Feira do Livro de Lisboa.

## Obra

### Oceano - O Reino das Águas(2021)
Epopeia lançada em 25 de Junho de 2021 é a primeira obra publicada de Nero.

#### Descrição
É uma obra que alia a poesia épica à alta fantasia moderna. O escritor começou aos quinze anos a criar o seu universo próprio. Este alia provavelmente pela primeira vez, os moldes clássicos da poesia épica à alta fantasia moderna. Nero inspira-se nas mais clássicas influências do cânone (de Homero a Dante e a Camões), procurando desafiá-las.

#### Enredo
O poeta Português, conta-nos a história da viagem de um Homem pelo Oceano, onde maravilhas flutuam e seres fantásticos guerreiam.

#### Recepção
De acordo com o Postal do Algarve, o livro é um dos principais lançamentos da fantasia de 2021.